# Italiens Grand Prix 2011
Italiens Grand Prix 2011, officiellt Formula 1 Gran Premio Santander d'Italia 2011, var en Formel 1-tävling som hölls den 11 september 2011 på Autodromo Nazionale Monza i Monza, Italien. Det var den trettonde tävlingen av Formel 1-säsongen 2011 och kördes över 53 varv. Vinnare av loppet blev Sebastian Vettel för Red Bull, tvåa blev Jenson Button för McLaren och trea blev Fernando Alonso för Ferrari.

## Kvalet

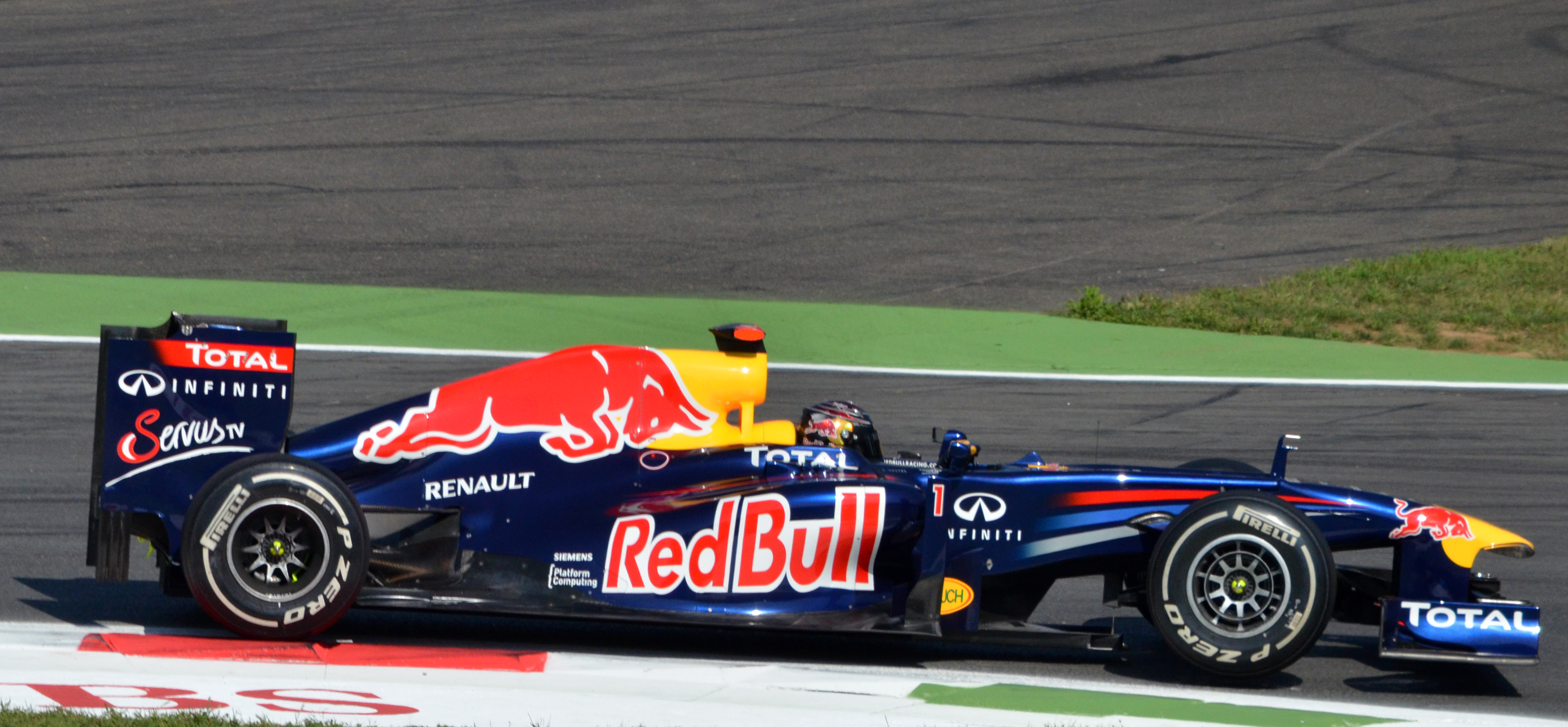
Sebastian Vettel tog pole position.

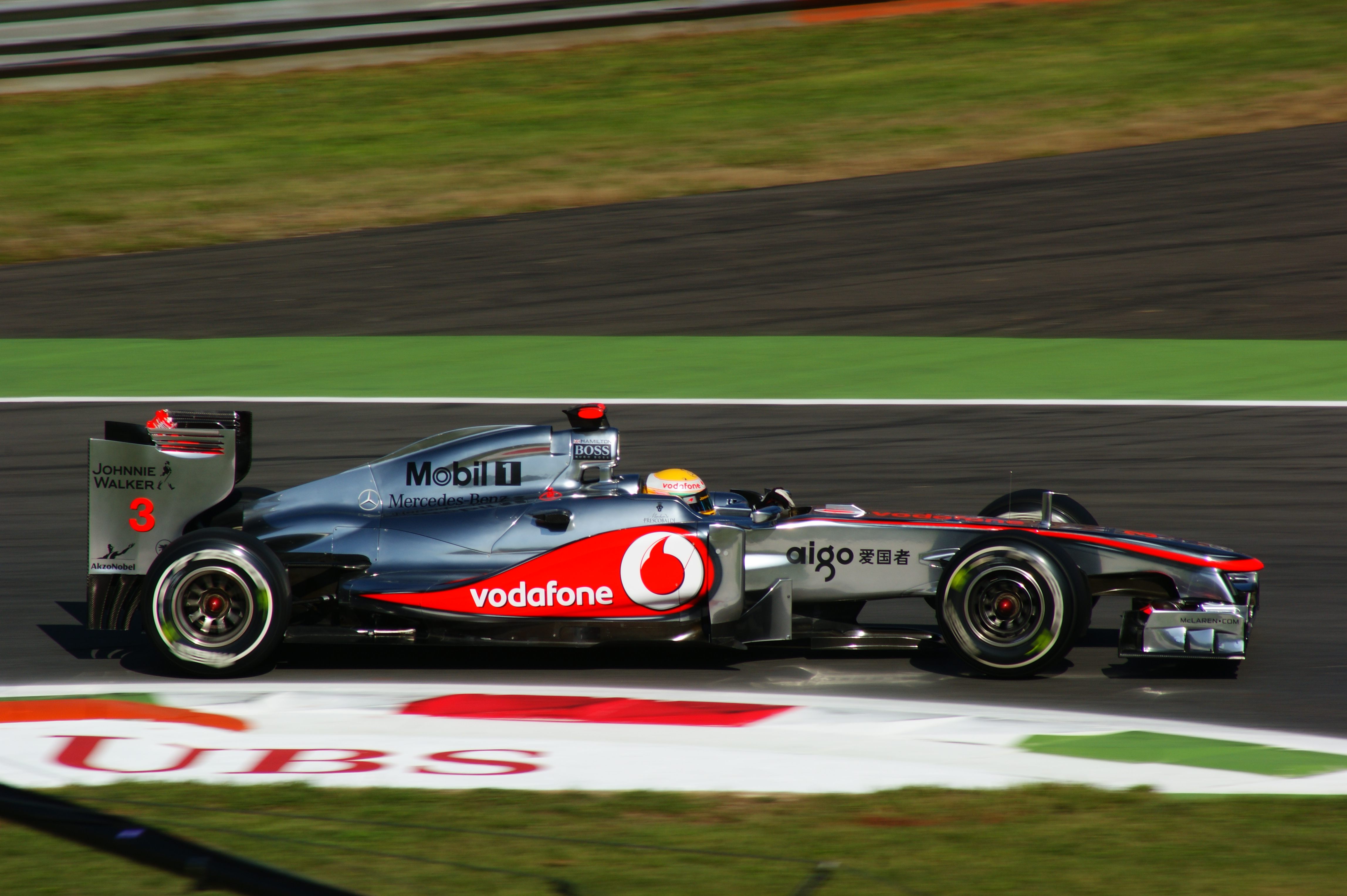
Lewis Hamilton startade som tvåa.

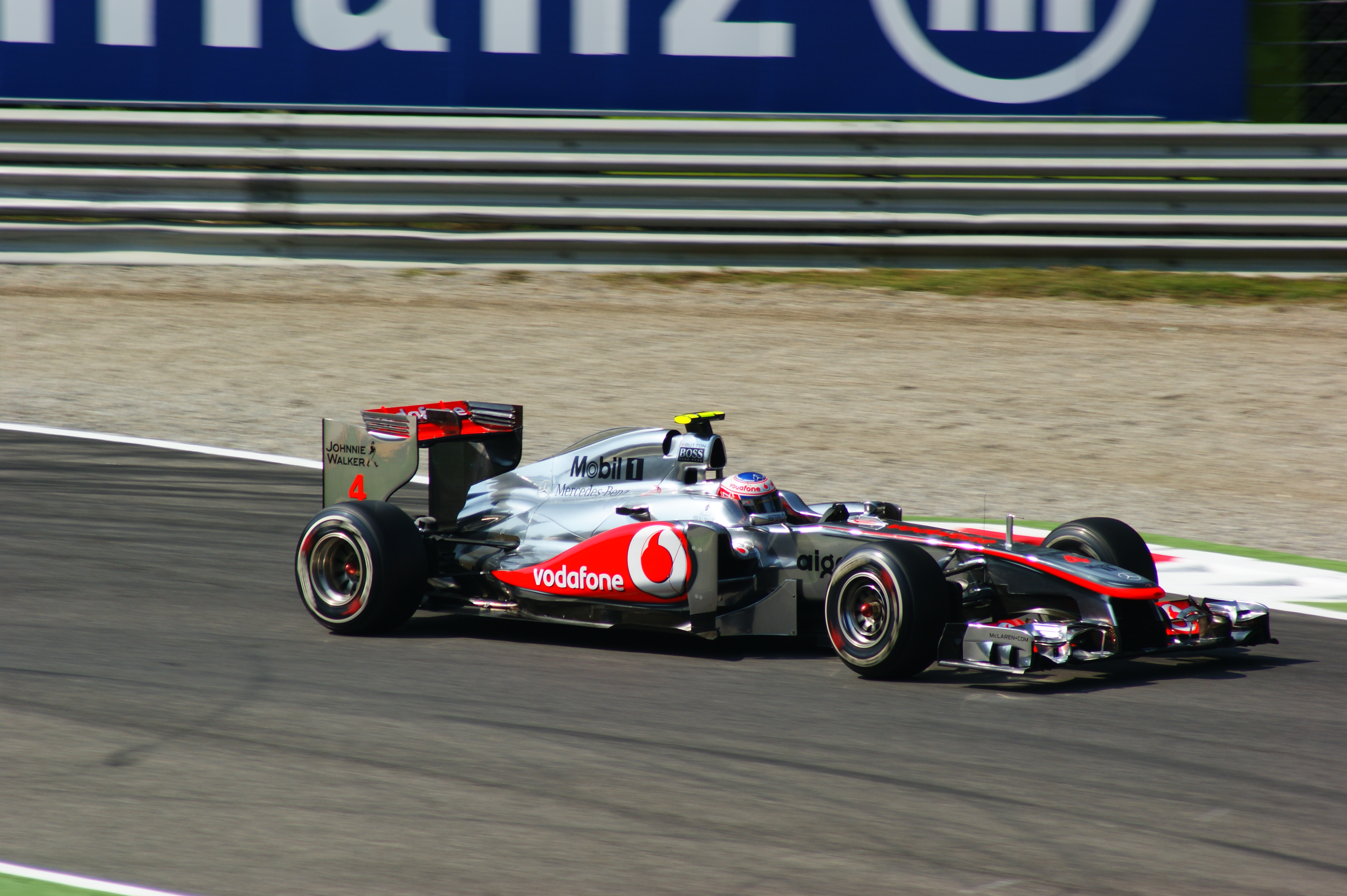
Jenson Button startade från den tredje startrutan.

| KR. | Nr | Förare             | Konstruktör          | Q1       | Q2       | Q3        | Grid |
| --- | -- | ------------------ | -------------------- | -------- | -------- | --------- | ---- |
| 1   | 1  | Sebastian Vettel   | Red Bull-Renault     | 1.24,002 | 1.22,914 | 1.22,275  | 1    |
| 2   | 3  | Lewis Hamilton     | McLaren-Mercedes     | 1.23,976 | 1.23,172 | 1.22,725  | 2    |
| 3   | 4  | Jenson Button      | McLaren-Mercedes     | 1.24,013 | 1.23,031 | 1.22,777  | 3    |
| 4   | 5  | Fernando Alonso    | Ferrari              | 1.24,134 | 1.23,342 | 1.22,841  | 4    |
| 5   | 2  | Mark Webber        | Red Bull-Renault     | 1.24,148 | 1.23,387 | 1.22,972  | 5    |
| 6   | 6  | Felipe Massa       | Ferrari              | 1.24,523 | 1.23,681 | 1.23,188  | 6    |
| 7   | 10 | Vitalij Petrov     | Renault              | 1.24,486 | 1.23,741 | 1.23,530  | 7    |
| 8   | 7  | Michael Schumacher | Mercedes             | 1.25,108 | 1.23,671 | 1.23,777  | 8    |
| 9   | 8  | Nico Rosberg       | Mercedes             | 1.24,550 | 1.23,335 | 1.24,477  | 9    |
| 10  | 9  | Bruno Senna        | Renault              | 1.24,914 | 1.24,157 | Ingen tid | 10   |
| 11  | 15 | Paul di Resta      | Force India-Mercedes | 1.24,574 | 1.24,163 |           | 11   |
| 12  | 14 | Adrian Sutil       | Force India-Mercedes | 1.24,595 | 1.24,209 |           | 12   |
| 13  | 11 | Rubens Barrichello | Williams-Cosworth    | 1.24,975 | 1.24,648 |           | 13   |
| 14  | 12 | Pastor Maldonado   | Williams-Cosworth    | 1.24,798 | 1.24,726 |           | 14   |
| 15  | 17 | Sergio Pérez       | Sauber-Ferrari       | 1.25,113 | 1.24,845 |           | 15   |
| 16  | 18 | Sébastien Buemi    | Toro Rosso-Ferrari   | 1.25,164 | 1.24,932 |           | 16   |
| 17  | 16 | Kamui Kobayashi    | Sauber-Ferrari       | 1.24,879 | 1.25,065 |           | 17   |
| 18  | 19 | Jaime Alguersuari  | Toro Rosso-Ferrari   | 1.25,334 |          |           | 18   |
| 19  | 21 | Jarno Trulli       | Lotus-Renault        | 1.26,647 |          |           | 19   |
| 20  | 20 | Heikki Kovalainen  | Lotus-Renault        | 1.27,184 |          |           | 20   |
| 21  | 24 | Timo Glock         | Virgin-Cosworth      | 1.27,591 |          |           | 21   |
| 22  | 25 | Jérôme d'Ambrosio  | Virgin-Cosworth      | 1.27,609 |          |           | 22   |
| 23  | 22 | Daniel Ricciardo   | HRT-Cosworth         | 1.28,054 |          |           | 23   |
| 24  | 23 | Vitantonio Liuzzi  | HRT-Cosworth         | 1.28,231 |          |           | 24   |

| Vidare från första kvalrundan ▬▬ Vidare från andra kvalrundan ▬▬ |

## Loppet

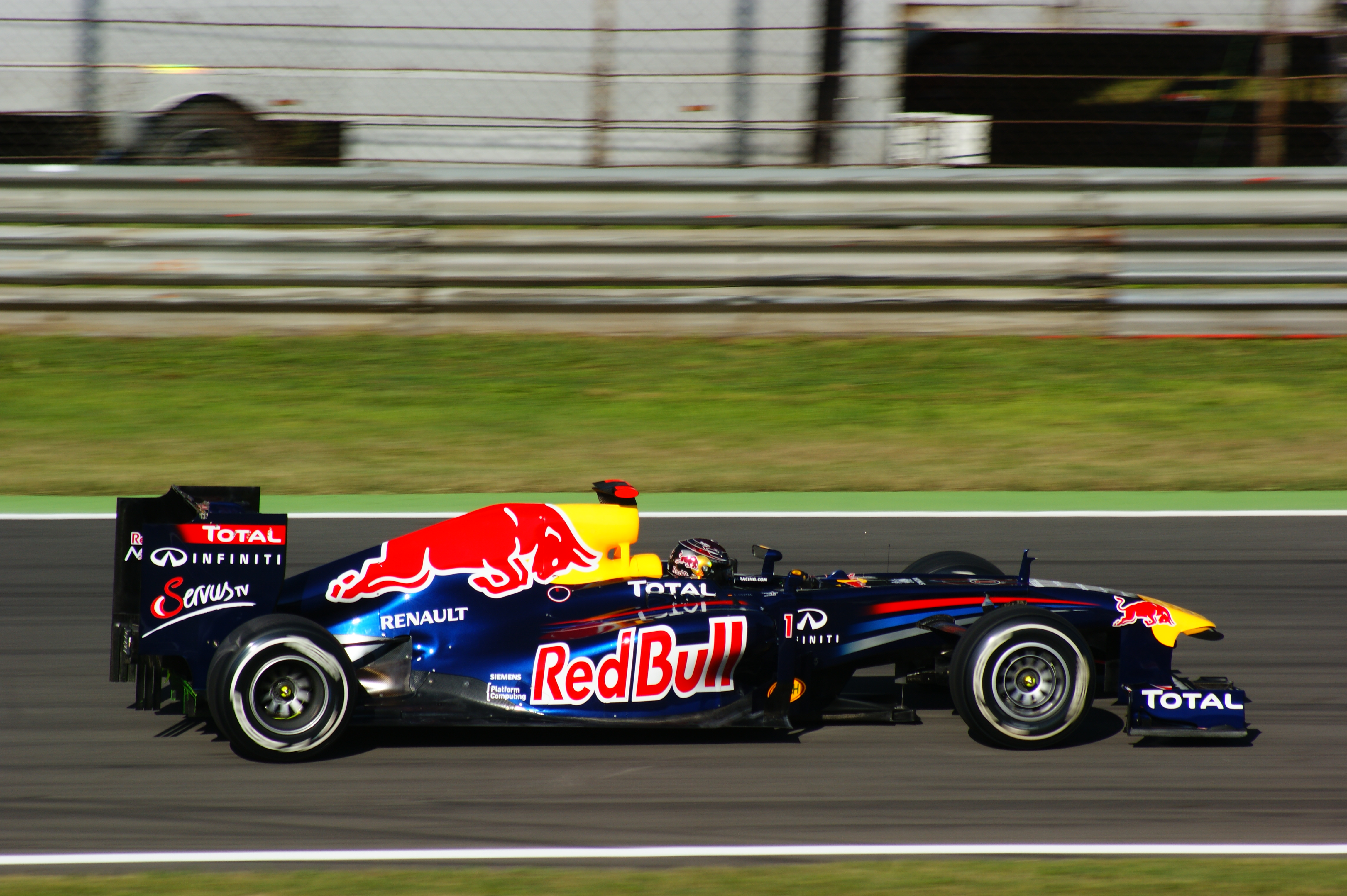
Sebastian Vettel vann loppet.

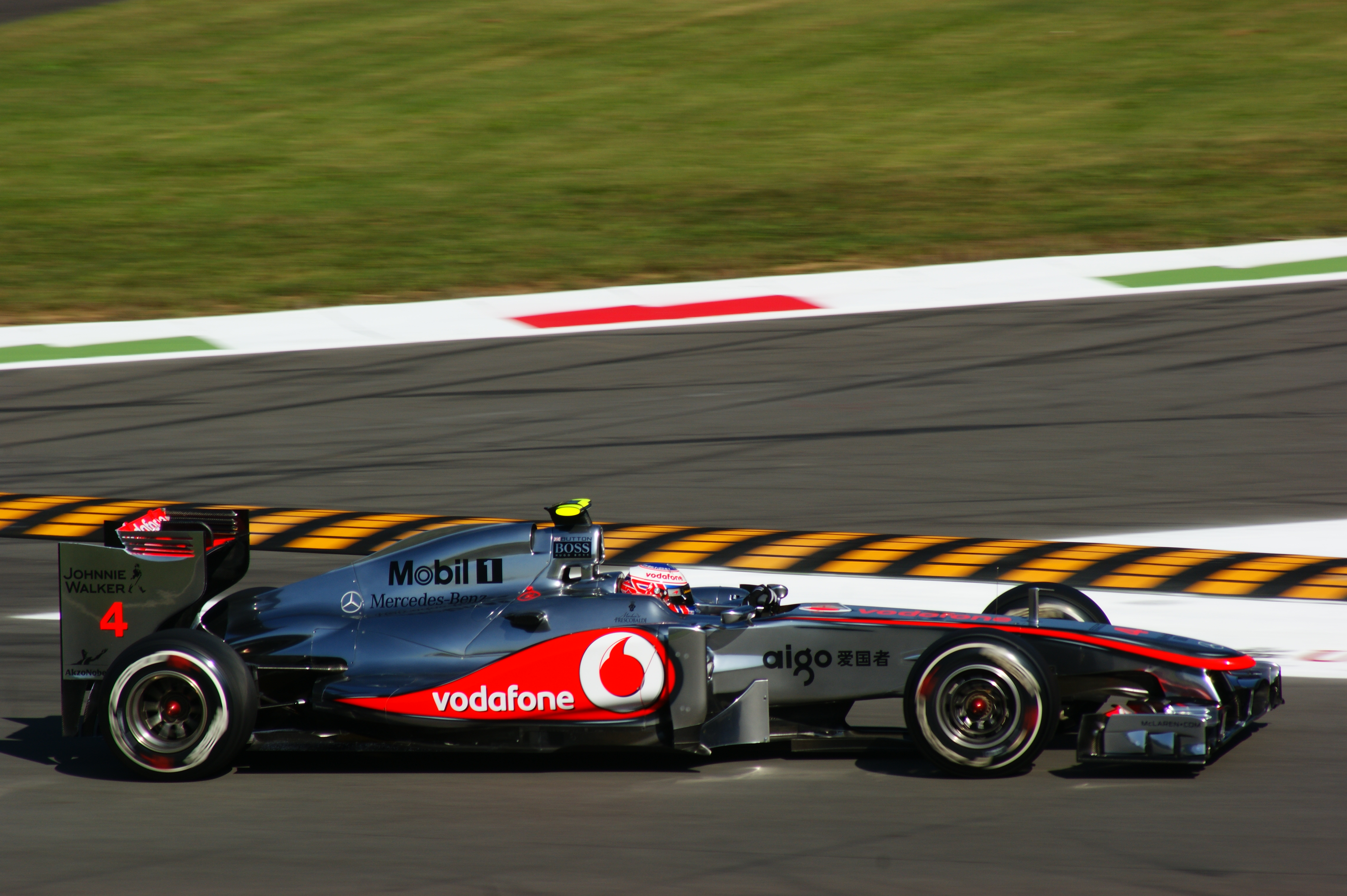
Jenson Button blev tvåa.

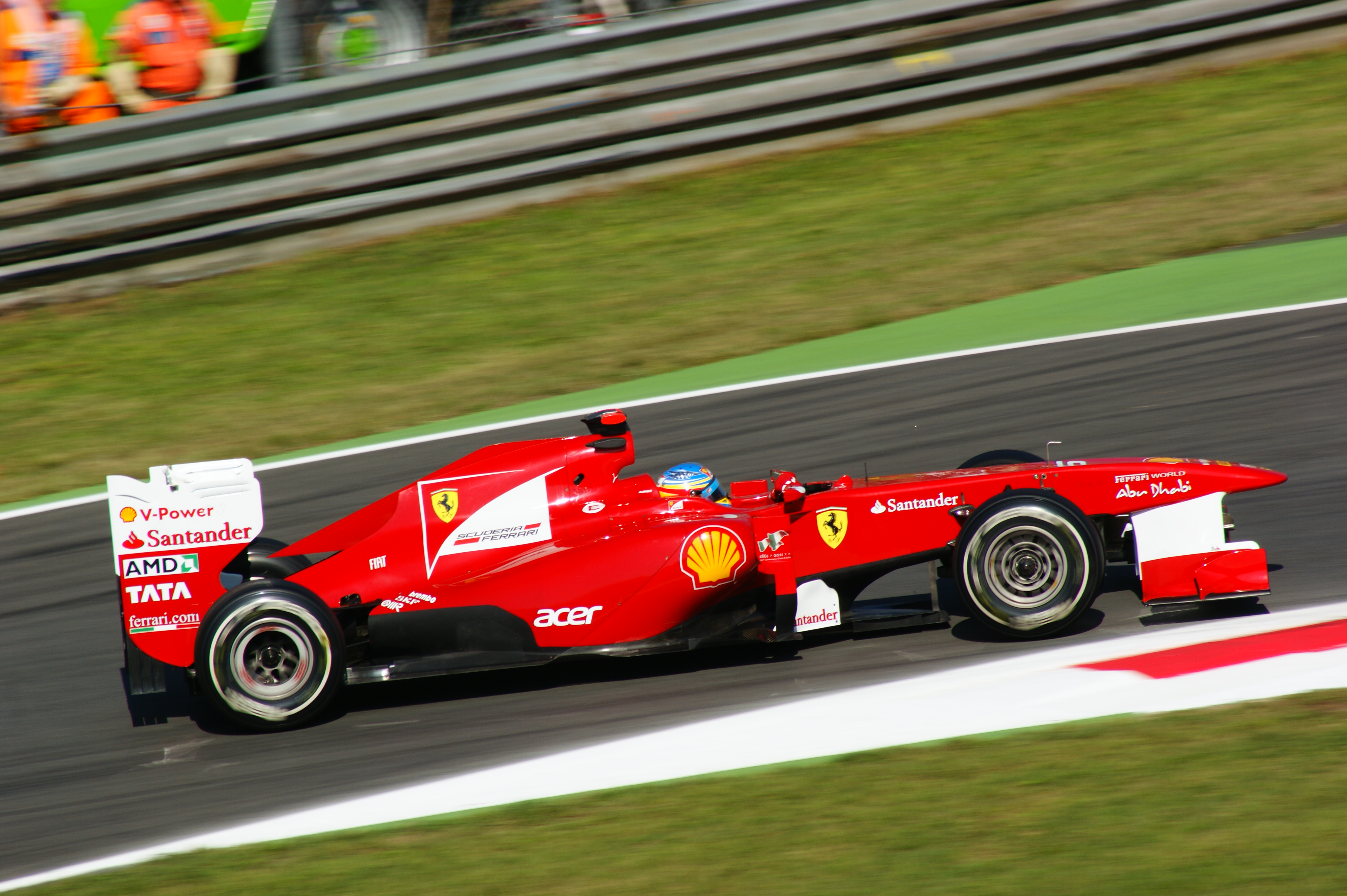
Fernando Alonso slutade på tredje plats.

| Pos. | Nr | Förare             | Konstruktör          | Varv | Tid         | Grid | P  |
| ---- | -- | ------------------ | -------------------- | ---- | ----------- | ---- | -- |
| 1    | 1  | Sebastian Vettel   | Red Bull-Renault     | 53   | 1:20.46,172 | 1    | 25 |
| 2    | 4  | Jenson Button      | McLaren-Mercedes     | 53   | +9,590      | 3    | 18 |
| 3    | 5  | Fernando Alonso    | Ferrari              | 53   | +16,909     | 4    | 15 |
| 4    | 3  | Lewis Hamilton     | McLaren-Mercedes     | 53   | +17,417     | 2    | 12 |
| 5    | 7  | Michael Schumacher | Mercedes             | 53   | +32,677     | 8    | 10 |
| 6    | 6  | Felipe Massa       | Ferrari              | 53   | +42,993     | 6    | 8  |
| 7    | 19 | Jaime Alguersuari  | Toro Rosso-Ferrari   | 52   | +1 varv     | 18   | 6  |
| 8    | 15 | Paul di Resta      | Force India-Mercedes | 52   | +1 varv     | 11   | 4  |
| 9    | 9  | Bruno Senna        | Renault              | 52   | +1 varv     | 10   | 2  |
| 10   | 18 | Sébastien Buemi    | Toro Rosso-Ferrari   | 52   | +1 varv     | 16   | 1  |
| 11   | 12 | Pastor Maldonado   | Williams-Cosworth    | 52   | +1 varv     | 14   |    |
| 12   | 11 | Rubens Barrichello | Williams-Cosworth    | 52   | +1 varv     | 13   |    |
| 13   | 20 | Heikki Kovalainen  | Lotus-Renault        | 51   | +2 varv     | 20   |    |
| 14   | 21 | Jarno Trulli       | Lotus-Renault        | 51   | +2 varv     | 19   |    |
| 15   | 24 | Timo Glock         | Virgin-Cosworth      | 51   | +2 varv     | 21   |    |
| NC   | 22 | Daniel Ricciardo   | HRT-Cosworth         | 39   | +14 varv1   | 23   |    |
| Ret  | 17 | Sergio Pérez       | Sauber-Ferrari       | 32   | Växellåda   | 15   |    |
| Ret  | 16 | Kamui Kobayashi    | Sauber-Ferrari       | 21   | Växellåda   | 17   |    |
| Ret  | 14 | Adrian Sutil       | Force India-Mercedes | 9    | Hydraulik   | 12   |    |
| Ret  | 2  | Mark Webber        | Red Bull-Renault     | 4    | Incident    | 5    |    |
| Ret  | 25 | Jérôme d'Ambrosio  | Virgin-Cosworth      | 1    | Växellåda   | 22   |    |
| Ret  | 10 | Vitalij Petrov     | Renault              | 0    | Kollision   | 7    |    |
| Ret  | 8  | Nico Rosberg       | Mercedes             | 0    | Kollision   | 9    |    |
| Ret  | 23 | Vitantonio Liuzzi  | HRT-Cosworth         | 0    | Kollision   | 24   |    |

| Förare och stall som tog poäng ▬▬ |

Noteringar:
- ^1  — Daniel Ricciardo blev inte klassificerad för att han inte körde över 90 % av racedistansen.

## Ställning efter loppet
|     | Pos. | Förare           | Poäng |
| --- | ---- | ---------------- | ----- |
| ▬   | 1    | Sebastian Vettel | 284   |
| ▲ 1 | 2    | Fernando Alonso  | 172   |
| ▲ 1 | 3    | Jenson Button    | 167   |
| ▼ 2 | 4    | Mark Webber      | 167   |
| ▬   | 5    | Lewis Hamilton   | 158   |

|   | Pos. | Konstruktör      | Poäng |
| - | ---- | ---------------- | ----- |
| ▬ | 1    | Red Bull-Renault | 451   |
| ▬ | 2    | McLaren-Mercedes | 325   |
| ▬ | 3    | Ferrari          | 254   |
| ▬ | 4    | Mercedes         | 108   |
| ▬ | 5    | Renault          | 70    |

- Notering: Endast de fem bästa placeringarna i vardera mästerskap finns med på listorna.